# Иберийская полёвка

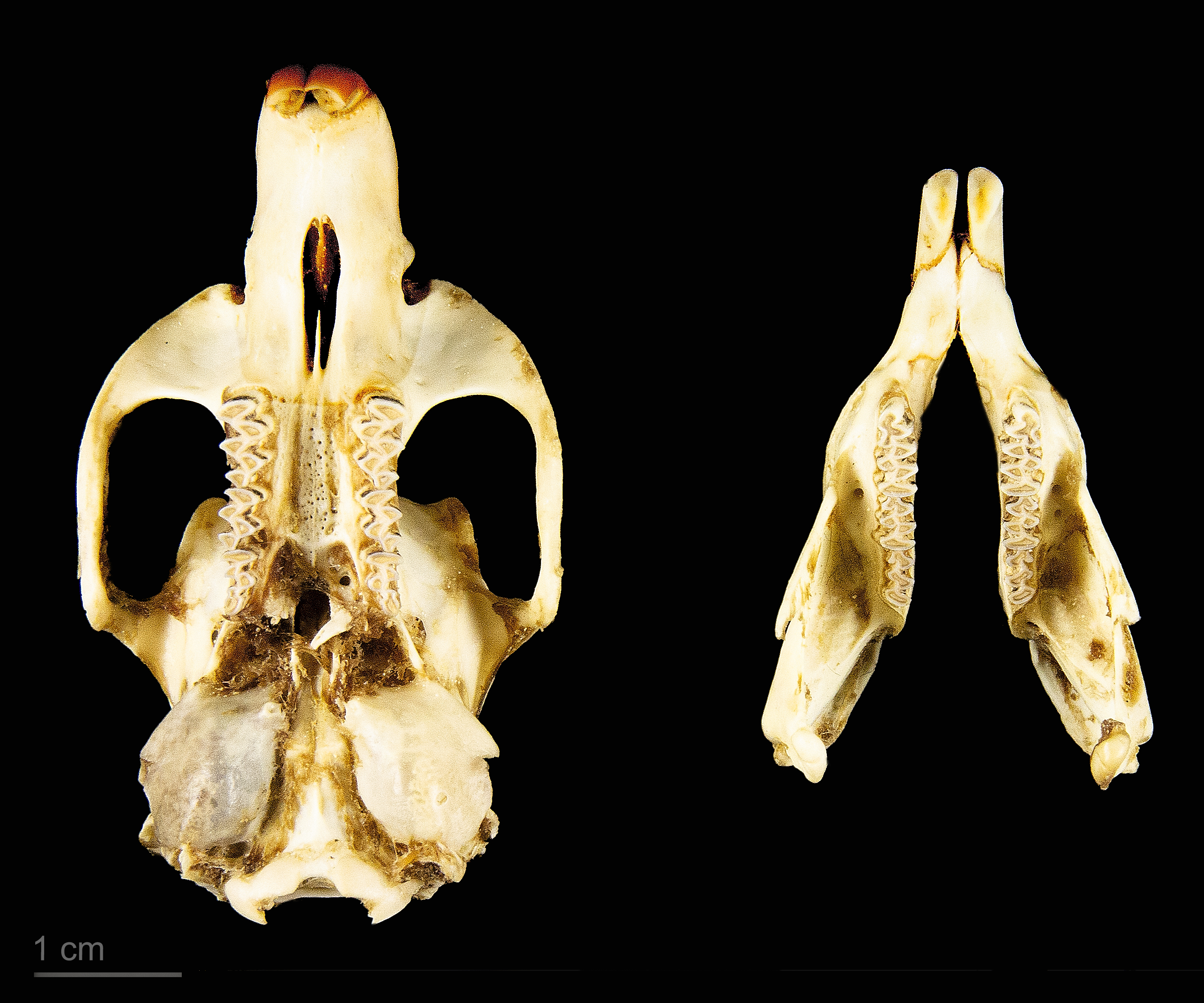
Arvicola sapidus - Тулузский музеум

Иберийская полёвка, или юго-западная водяная полёвка, или пиренейская крыса (лат. Arvicola sapidus), — вид грызунов из семейства хомяковых (Cricetidae). Является эндемиком юго-западной Европы.

## Описание
Самый крупный вид в роде Arvicola. При длине тела от 17 до 22 сантиметров, длине хвоста от 9,8 до 14,4 сантиметра и весе от 150 до 300 граммов она в среднем больше, чем очень похожая восточная водяная полёвка (Arvicola amphibius). Хвост относительно длиннее, морда более заостренная, а шерсть темнее. В кариотипе у неё 40 хромосом, у восточной водяной полёвки всего 36 хромосом. В отличие от типичной водяной полёвки у этого вида трезубец бакулюма полностью хрящевой. С. И. Огнёв отмечал , что A. sapidus от  A. terrestris отличается прежде всего "интенсивной суженностью кзади носовых костей"

## Возникновение и образ жизни
И. М. Громов предполагал, что иберийская полёвка является реликтовой формой, не испытавшей резких воздействий плейстоценовых оледенений на Иберийском полуострове или, возможно, на юге Франции.
Она живет во Франции, Испании и Португалии. Иберийская полёвка тесно связана с рекам и болотам с густой растительностью. В восточной Франции образует широкую зону симпатрии с полёвкой Шермана, ведущей преимущественно норный образ жизни. 
Её активность круглосуточна, бодрствующих полёвок можно встретить в любое время суток. Хорошо плавает. Следы их жизнедеятельности легко заметны по состоянию растительности. Их норы в берегах водоемов имеют подводный вход, а иногда и вентиляционный канал. Гнездо также часто спрятано над землей в кочках травы, болотных растениях или дуплистых ивах. Система ходов иногда бывает очень разветвленной. Временами этот вид собирает запасы. Иберийская полёвка почти не использует акустические сигналы, лишь изредка можно услышать издаваемые ей свистящие звуки. Рацион состоит, в основном, из водных растений, но редко используется и животная пища. В период с марта по октябрь самка рожает от двух до восьми детенышей от трех до четырех раз. Она не очень общительна и живет небольшими семейными группами. В отличие от восточной водяной полёвки, подгрызающей корни плодовых деревьев, ущерб, наносимый этим видом, неизвестен.

## Использование человеком
До начала XX века иберийская полёвка была обычным ингредиентом традиционного валенсийского блюда паэльи.